# Erlensumpf im Gerloh bei Idstein

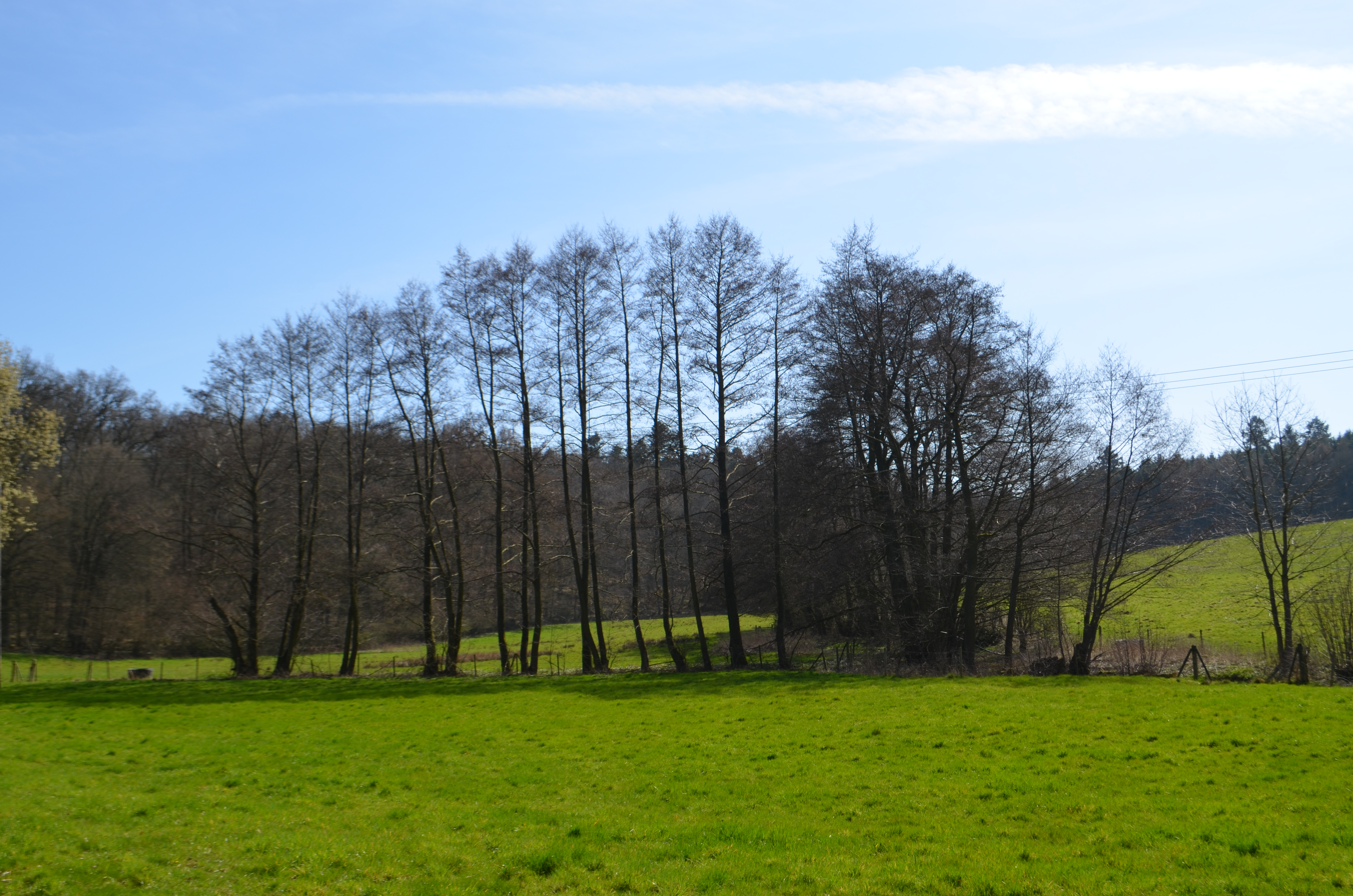
Erlensumpf im Gerloh bei Idstein

Der Erlensumpf im Gerloh bei Idstein ist ein Naturschutzgebiet bei Idstein im Rheingau-Taunus-Kreis.
Das Naturschutzgebiet befindet sich südlich von Idstein im Quellengebiet des Wörsbachs. Es ist 11,9 Hektar groß und befindet sich überwiegend im Eigentum der Stadt Idstein. Zweck des Naturschutzgebietes ist es, die Biotopvielfalt der quellbachbegleitenden Wald- und Grünland-Lebensgemeinschaften, insbesondere den Traubenkirschen-Erlen-Eschenwald und die Igelkolben-Mädesüß-Uferflur als Lebensraum für seltene, teilweise bestandsbedrohte Tier- und Pflanzenarten zu sichern, zu erhalten und zu entwickeln. Eine extensive Beweidung und eine naturgemäße Waldbewirtschaftung sollen dieses Ziel fördern.